# Prey (Nederlandse band)
Prey is een Nederlandse metalband. Prey bestaat sinds 1999, en is voortgekomen uit de band Immortalized. Prey beschrijft haar muziek als een combinatie van new wave, gothic rock en doommetal, met een vleugje prog.

## Bandleden
Prey bestaat anno januari 2008 uit:
- Roeland van der Velde – zang
- Mariët Gast – synthesizer
- Jurgen Oldenburger – gitaar
- Almar Wallenburg – gitaar
- Klaas van der Meulen - gitaar
- Bouke van Haasteren – basgitaar
- Matthijs Oosterhof – drums en percussie

Op 12 januari 2008 kondigde Prey op haar website aan dat Bouke van Haasteren de band zal verlaten. Hij zal medio februari opgevolgd worden door David Bos.
In september 2008 kondigde Prey aan de samenwerking met elkaar te stoppen en de band op te heffen.

## Discografie
- Fly to... (promo-CD, 2001)
- Heartfelt (CD, 2004)
- Astray (MCD, 2007)